# Polyrhachis restituta
Polyrhachis restituta é uma espécie de formiga do gênero Polyrhachis, pertencente à subfamília Formicinae.